# Tročany
Tročany é um município da Eslováquia, situado no distrito de Bardejov, na região de Prešov. Tem 8,47 km² de área e sua população em 2018 foi estimada em 294 habitantes.

## Demografia
| Ano:        | 1994 | 2004   | 2014   | 2024   |
| ----------- | ---- | ------ | ------ | ------ |
| Broj ljudi: | 301  | 318    | 301    | 292    |
| Razlika:    |      | +5,64% | -5,34% | -2,99% |

| Ano:               | 2023 | 2024   |
| ------------------ | ---- | ------ |
| Número de pessoas: | 298  | 292    |
| Diferença:         |      | -2,01% |